# Riesen-Gallertträne
Die Riesen-Gallertträne (Dacrymyces chrysospermus) ist eine Pilzart aus der Familie der Tränenpilzverwandten (Dacrymycetaceae). Wie auch die meisten anderen Gallerttränen bildet sie gelatinöse, gelbliche Fruchtkörper aus und wächst als Saprobiont auf totem, entrindetem Holz. Die Art ist aus der Holarktis sowie aus Südafrika bekannt und fruktifiziert auf der Nordhalbkugel von Herbst bis Winter.

## Merkmale

### Makroskopische Merkmale
Die Riesen-Gallertträne besitzt becher-, gehirn- oder wellig-unförmige Fruchtkörper von gelatinöser Textur und 1–4 mm Einzeldurchmesser. Die Basidiocarpien wachsen gesellig und verschmelzen miteinander zu 2–4 cm langen Gebilden. Sie sind kurz gestielt und von goldgelber bis orangebrauner Farbe.

### Mikroskopische Merkmale

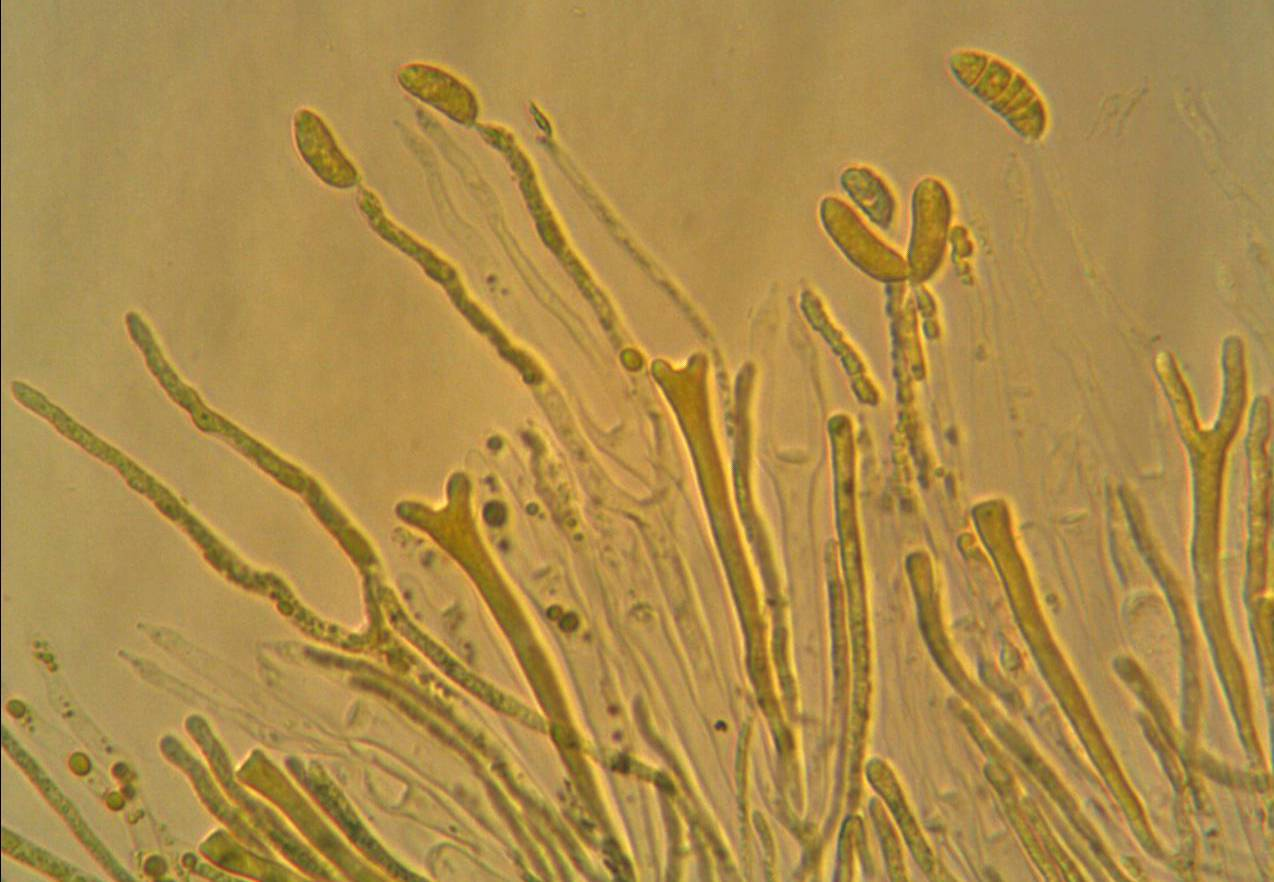
Basidien und Sporen der Riesen-Gallertträne im Lichtmikroskop. Die mehrfach septierten Sporen (rechts oben) sind charakteristisch für diese Art.

Die Sporen der Art sind schmal elliptisch bis gebogen. Sie sind 4–7 µm breit, hyalin und verfügen über 3–7 Septen.

## Ökologie und Phänologie
Die Riesen-Gallertträne ist ein Saprobiont, der auf totem, vorzugsweise feucht-morschem Holz wächst. Meist handelt es sich beim Substrat um Nadelholz, Laubholz wird nur sehr selten besiedelt. Die Fruktifikation findet in der Holarktis im Herbst und Winter statt.

## Verbreitung
Die Riesen-Gallertträne ist in der Holarktis und in Südafrika verbreitet. Der Verbreitungsschwerpunkt in der Holarktis liegt in der gemäßigten Zone und in submontanen Lagen.